# Isaszeg
Isaszeg är en ort i Ungern.   Den ligger i provinsen Pest, i den centrala delen av landet, 27 km öster om huvudstaden Budapest. Isaszeg ligger 182 meter över havet och antalet invånare är 10 754.
Terrängen runt Isaszeg är platt. Runt Isaszeg är det ganska tätbefolkat, med 166 invånare per kvadratkilometer. Närmaste större samhälle är Gödöllő, 8,2 km norr om Isaszeg. Trakten runt Isaszeg består till största delen av jordbruksmark.